# Statio (guerra)

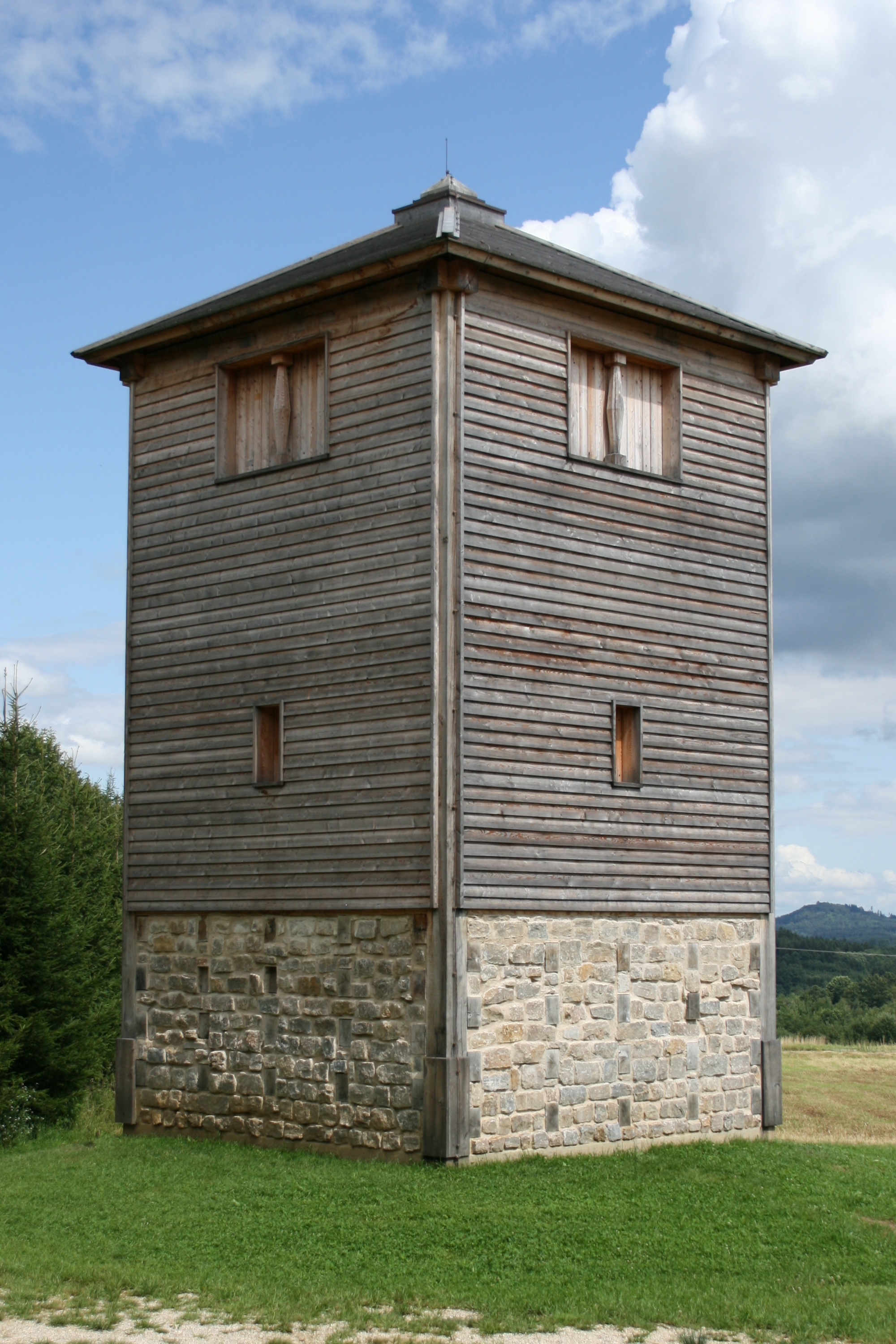
Copia di una torre di guardia (turris o statio) lungo il limes presso Rainau-Buch, nei pressi del castello Buch, Baden-Württemberg

La Statio (il cui significato era: postazione di controllo)  costituiva un punto o torre di osservazione e controllo da parte di ufficiali dell'esercito romano (i beneficiarii), normalmente posizionato lungo il limes, per controllare i territori delle province che si trovavano di fronte al Barbaricum (i territori barbarici) o ai regni di Parti/Sasanidi. Era una piccola postazione (più piccola del burgus) anche non fortificata, spesso utilizzata contro il brigantaggio.
Queste postazioni servivano a garantire la sicurezza delle strade.
Il termine è indicato anche per indicare le stazioni di posta o di sosta lungo le strade romane, 